# Sytuacja prawna i społeczna osób LGBT w Tajlandii

Tęczowa flaga – symbol społeczności LGBT

Tęczowa flaga w kształcie Tajlandii

## Status prawny
Penalizacja kontaktów homoseksualnych miała miejsce w Tajlandii do 1957 roku. W 2002 roku Ministerstwo Zdrowia Publicznego oficjalnie przyznało, iż homoseksualizm nie jest zaburzeniem.
Od 2005 roku geje mogą pełnić służbę wojskową.
15 czerwca 2022 r. Izba Reprezentantów Tajlandii zatwierdziła cztery projekty ustaw rozszerzające prawo do zawarcia małżeństwa przez osoby LGBT+, w tym projekt ustawy o równości małżeńskiej, ustawy o związkach partnerskich oraz adopcję dzieci przez osoby LGBT. 

## Prawo antydyskryminacyjne
Tajskie prawo od 9 września 2015 całkowicie zakazuje dyskryminacji przez wzgląd na orientację seksualną.

## Życie osób LGBT w kraju
Tajlandia uważana jest za jeden z najbardziej tolerancyjnych państw w Azji. Wielu gejów i lesbijek otwarcie przyznaje się do swojej orientacji seksualnej, zwłaszcza w takich metropoliach jak Bangkok, Phuket czy Pattaya.
Każdego roku odbywają się tam parady równości. Homoseksualni i transpłciowi aktorzy odgrywają kluczową rolę w tajskich filmach i operach mydlanych.
Pierwszą otwarcie homoseksualną organizacją tajską była kobieca grupa Anjaree założona w 1986. Organizacja ta prowadzi głównie działalność edukacyjną i polityczną. Życie osób LGBT w Tajlandii jest zróżnicowane pod względem socjalnym, podobnie, jak w wielu innych krajach i ulega stałym przekształceniom. Duże miasta oraz ośrodki turystyczne oferują większa swobodę socjalną i tolerancję wobec osób LGBT niż ośrodki prowincjonalne. Dodatkowym utrudnieniem jest stosowanie zachodniej koncepcji podziału ról seksualnych. Tradycyjny od dłuższego czasu w cywilizacji zachodniej podział ról na gej i straight obcy jest mentalności kulturowej społeczeństwa tajskiego. Często spotykane są sytuacje, gdy młody mężczyzna prowadzi homoseksualny styl życia erotycznego, by w okresie późniejszym ożenić się z kobietą i zakładać typową rodzinę heteroseksualną. Ruch emancypacji osób LGBT jest stosunkowo nowym ewenementem w społeczeństwie tajskim i często napotyka na przeszkody.
Bangkok oferujący mnóstwo barów, klubów i 'gabinetów masażu' znany jest jako miejsce popularnej „turystyki seksualnej”. Spowodowało to wzrost epidemii zakażeń wirusem HIV. Podobnie, jak w wielu innych krajach rozwijających się lokalne władze nie zawsze chciały podjąć właściwe działania profilaktyczno-medyczne w tym kierunku. Pewnym przełomem było zorganizowanie w 2004 XV Światowej Konferencji AIDS w Bangkoku. W sześć lat później, we wrześniu 2010 inicjatywę zwalczania HIV podjęły grupy młodzieży LGBT w Azji na specjalnie zwołanej w tym celu konferencji w Bangkoku. W Raporcie, jako zasadnicze przeszkody w zwalczaniu zachorowalności na AIDS wskazują na brak edukacji seksualnej dla młodzieży LGBT w szkołach i duży stopień braku tolerancji dla młodzieży LGBT w rodzinie, społeczeństwie i urzędach.

## Tabela podsumowująca
| Legalizacja kontaktów homoseksualnych                                                                        | Tak od 1956            |
| Równy wiek przyzwolenia                                                                                      | Tak od 1977            |
| Przepisy antydyskryminacyjne w zatrudnieniu                                                                  | Tak od 2015            |
| Przepisy antydyskryminacyjne w świadczeniu towarów i usług                                                   | Tak od 2015            |
| Przepisy antydyskryminacyjne we wszystkich innych obszarach (w tym dyskryminacja pośrednia, mowa nienawiści) | Tak od 2015            |
| Małżeństwa jednopłciowe                                                                                      | Tak od 2025.           |
| Uznanie związków par jednopłciowych                                                                          | Tak (ustawa z 2022 r.) |
| Adopcja dzieci przez osobę będącą w związku jednopłciowym                                                    | Nie                    |
| Adopcja dzieci przez pary jednopłciowe                                                                       | Tak (ustawa z 2022 r.) |
| Geje i lesbijki mogą służyć otwarcie w wojsku                                                                | Tak od 2005            |
| Prawo do korekty płci chirurgicznie                                                                          | Tak                    |
| Prawo do korekty płci                                                                                        | Tak                    |
| Dostęp do zapłodnienia in vitro dla lesbijek                                                                 | Tak                    |
| Surogat gospodarczy dla par homoseksualnych mężczyzn                                                         | Nie                    |
| MSM może być dawcą krwi                                                                                      | Nie                    |